# Ньюкаслский университет
Ньюкаслский университет (англ. Newcastle University) — один из двух университетов в городе Ньюкасл-апон-Тайн.
В настоящее время в университете записано около 19 200 студентов.
Университет берёт свои истоки из созданной в 1834 году Школы медицины и хирургии. В 1852 эта школа стала колледжем Даремского университета и называлась Колледж медицины Университета Дарема (University of Durham College of Medicine). В 1871 году был основан колледж физики, который в 1883 году был переименован в Даремский колледж физической науки. В 1934 году оба колледжа объединились в King’s College. Университетский колледж в Ньюкасле рос быстрее других частей университета, что привело к трениям. В 1952 году было предложено переименовать университет в University of Newcastle and Durham. Это предложение было отвергнуто и в 1963 году было принято решение о разделении университета. King’s College был преобразован в Университет Ньюкасл-апон-Тайн.

## Общие требования при поступлении
- Минимальный возраст: 18 лет
- Уровень английского языка: IELTS 6.0, TOEFL 79+
- Академические требования: GPA от 3.0